# Josef Überall
Josef Überall (* 10. Mai 1936 in Groß Kunzendorf, Tschechoslowakei; † 4. April 2008 in Schwäbisch Gmünd) war ein deutscher Produktdesigner, Künstler und Objektkünstler.

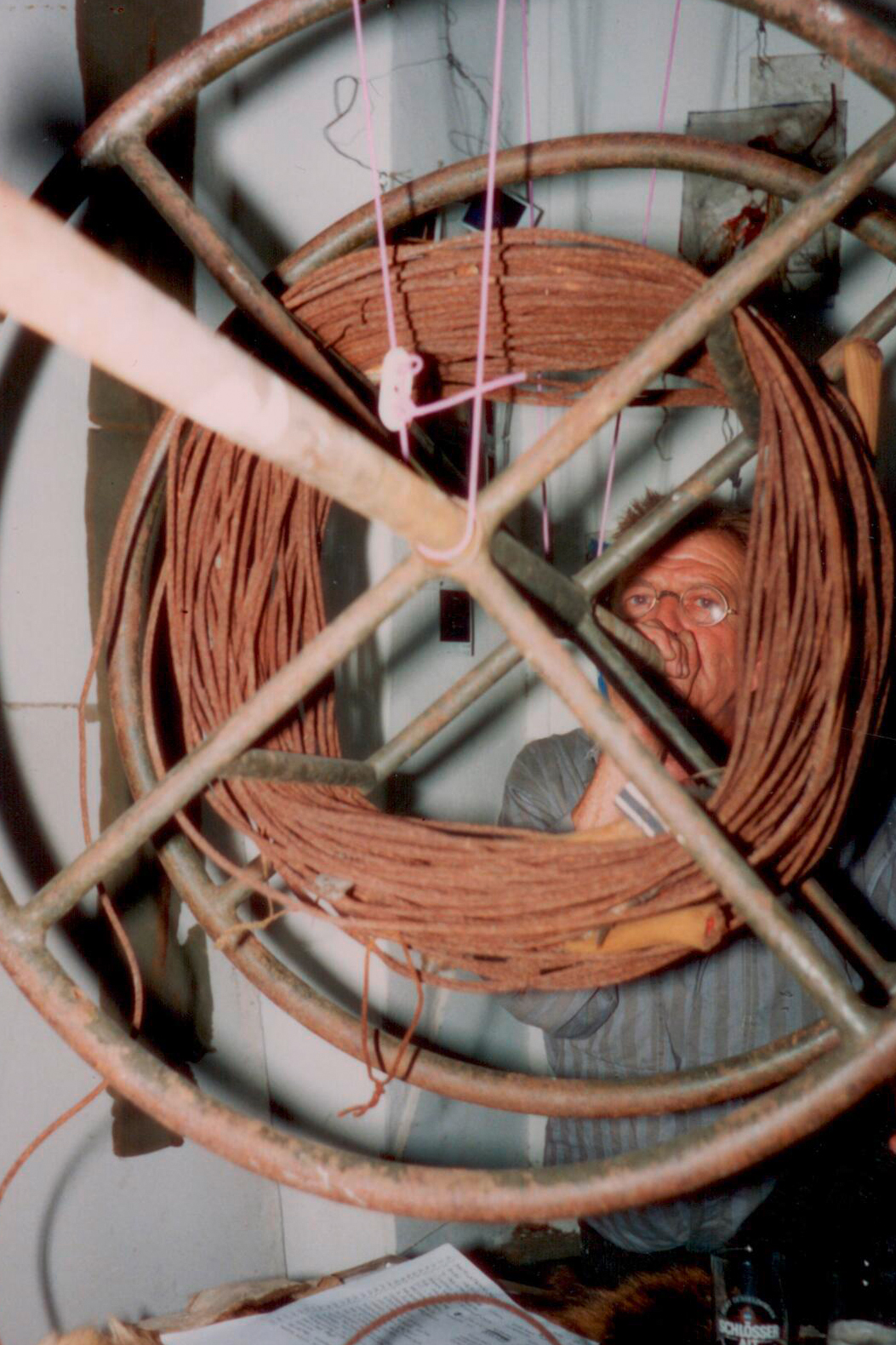
Der Künstler J.Überall bei seiner multimedialen Performance im Ausstellungsraum `Kunstschleuse´ des Kunst im Hafen e.V. 1995 in Düsseldorf

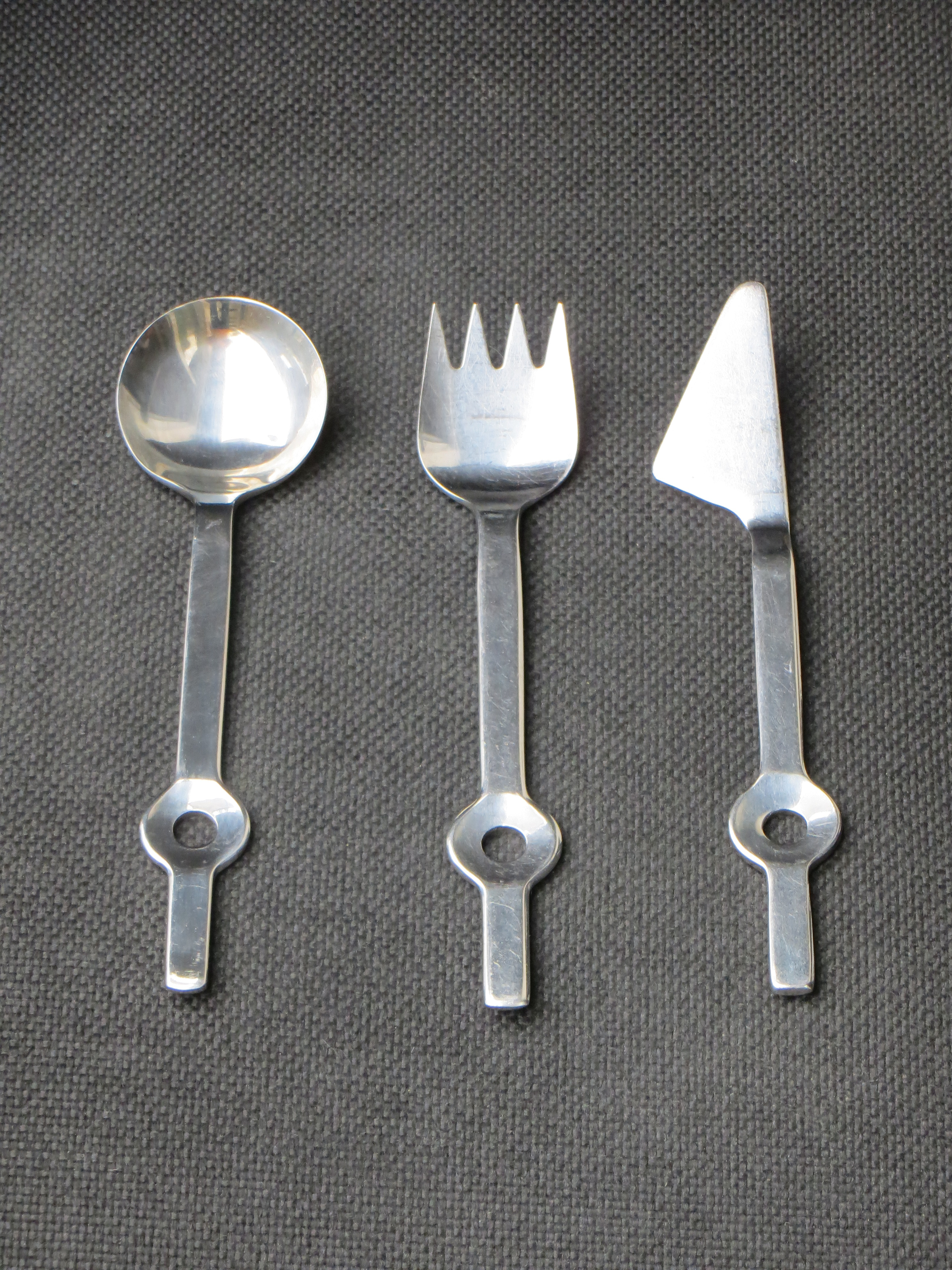
Kinderbesteck „DER DIE DAS“ (DER Löffel, DIE Gabel, DAS Messer), Design: Josef Überall, Amboss Werke, ca. 1965

„Würfelspiel“ (Josef Überall, 1992)

Objekt aus Schiefer und Tuch (Josef Überall, 1995)

Lichtobjekt (Josef Überall, 1990er Jahre)

Selbstporträt (Josef Überall, 1995)

## Leben und Werk
Josef Überall war gelernter Stahlgraveur und studierte von 1957 bis 1963 Produktgestaltung bei Professor Wilhelm Braun-Feldweg. Zunächst an der Staatlich Höheren Fachschule für das Edelmetallgewerbe in Schwäbisch Gmünd und anschließend an der Hochschule für Bildende Künste in Berlin. Mitarbeit als Meister im Atelier Braun-Feldweg. Von 1962 bis 1963 arbeitete er als Goldschmied im „Gold und Silber Studio“, Düsseldorf und von 1963 bis 1978 als „Designer für Licht und Beleuchtungsanlagen“ im Unternehmen „Licht im Raum“ in Düsseldorf. Um 1965 gestaltete Überall das Kinderbesteck DER DIE DAS für das renommierte Neuzeughammer Ambosswerk in Neuzeug in Österreich.
Ende der 1970er Jahre kehrte er nach Schwäbisch Gmünd zurück. Bald darauf zog er auf die Waldlichtung Bürlenshalde südöstlich von Alfdorf, errichtete dort sein Freiluft-Atelier, das von der Außenwelt nur durch Herunterhangeln an einem Stahlseil erreicht werden konnte. Zu Aktionen und Symposien holte Überall namhafte Künstler aus der Region in die „Halde“. 1993 zieht er zunächst in den Ort Alfdorf, 1994 nach Mutlangen-Pfersbach, später nach Schwäbisch Gmünd.
Da Josef Überall seine ausdrucksstarken Objekte konsequent aus Alltagsgegenständen, Naturmaterialien und Abfallprodukten kreierte, wurde er zu den Arte-Povera-Künstlern gezählt. Er war als Objektkünstler überregional bekannt. Neben zahlreichen privaten Sammlern hat auch das Museum im Prediger in Schwäbisch Gmünd bereits früh Objekte von Josef Überall angekauft. Josef Überall starb 2008, kurz vor seinem 72. Geburtstag und kurz bevor er seinen letzten Wohnsitz, ein altes Haus auf dem Zeiselberg in Schwäbisch Gmünd, hätte räumen müssen.

## Stimmen zum Werk
„Er bezeichnet sich selbst als "ausgestiegenen Anthroposophen" und hat einen Geburtsnamen, der ein wenig von seiner Kunst und Logik verrät, falls eine existiert. Denn Chaos und Ordnung, gesellschaftliche Isolation und Kommunikation findet man in der Sprache des Josef Überall. (…) "Performance, Kommunikation und Objekte" kreist um 36 Teile, sichtbare, hörbare, fühlbare, lebendige, tote, zeitgemäße und Überaschungen.“

„Überwiegend aus Alltagsgegenständen und Naturmaterialien sind die hintergründigen ausdrucksstarken und oft umstrittenen Objekte von Überall. Überraschungen bieten oft auch die Preisvorstellungen des Künstlers. Mal wird einfach eine mindestens "dreistellige" Summe gefordert, mal sind es auch nur 7,77 Mark. Aufgrund der konsequenten Verwendung von Abfallprodukten wird Josef Überall auch zu den "Arte Povera"-Vertretern gezählt. Kenner schätzen die totale Einheit von Persönlichkeit, Werk und Leben von Überall.“

„Eine Sensibilität für Abgründiges und Aufbrüche zeigen einige Kunstobjekte von Josef Überall. Zwiespältig und aufregend zugleich scheint er bei anderen Objekten wiederum die Vernunft in Wahnsinn zu verwandeln.“

„Schnurr, Holzstücke, Nägel, ein bisschen Farbe. Oder Korken und Weinflaschen-Überbleibsel, ein paar Stecknadeln. Was andere wertlosen Plunder nennen, Abfall, Müll, war für Sepp Überall die Grundlage seines Schaffens. Er selbst führte dies zwar immer wieder auf die Unerschwinglichkeit edleren Materials zurück, sang aber im selben Atemzug das Hohe Lied seiner Werkstoffe: "Dinge aus dem Leben, damit gehen wir um".“

„Es war eigentlich egal, was er anfasste: In seinen Händen wurde es immer Kunst. Josef Überall, der sich auch Seb Ibral oder Josch Kulmakom nannte, war ein Sammler, ein Gestalter und wohl auch für manche ein Störenfried. Nicht etwa, weil er böse Absichten hegte. Aber seine Auffassung von Kunst irritierte in einer Zeit, als die Gmünder in helle Aufregung gerieten, weil der international renommierte Künstler Jannis Kounellis einen Galgen auf den Münsterplatz stellte und daraufhin die Volksseele in gewaltige Wallung geriet. Kounellis gilt als Mitbegründer der „Arte Povera“, und auch Überall darf in diese Gattung gerechnet werden, in Zeiten, als „Up-Cycling“ noch kein Begriff war.“

## Ausstellungen und Aktionen (Auswahl)
- 1983 Erste Einzelausstellung in der Goldschmiede, Schwäbisch Gmünd
- 1986 Ausstellung in der Studio-Galerie in Schwäbisch Gmünd
- 1986 (Erstes) Symposium in der Bürlenshalde bei Alfdorf mit Max Hoffmann, Thomas Raschke und Volker Tschersich[12]
- 1987 Elf Sinnbilder, Kunstitut, Stuttgart[13]
- 1987 Gemeinschaftsausstellung Bildhauer des Gmünder Kunstvereins in der Prediger-Passage, Schwäbisch Gmünd[14]
- 1988 Zweites Symposion in der Bürlenshalde, u. a. mit Thomas Raschke[15]
- 1989 Neue Objekte, Schwäbisch Gmünd, KKF (Kino, Kneipe, Fabrik)[16]
- 1989 Licht, Kunst und Wald (LKW) mit Walter Giers in der Bürlenshalde[17]
- 1991 Holzobjekte im I-Punkt im Kulturzentrum Prediger
- 1992 Zeltausstellung, Alfdorf, Bürlenshalde
- 1993 Kunst im Zelt in der Bührlenshalde, Alfdorf
- 1994 Grüne Objekte, Schwäbisch Gmünd, KKF (Kino, Kneipe, Fabrik)[18]
- 1994 Naturbetrachtungen in den Zeiten der Kulturschwerelosigkeit, Basisgalerie Konstanz, zusammen mit Hendrik Glomm und anderen[19]
- 1995 Objekte aus Schiefer und Tuch zusammen mit (und im Atelier von) Diana Weiss, Schwäbisch Gmünd[20][21]
- 1995 Performance, Kommunikation, Objekte (P.K.O.), Kunst im Hafen e.V., Düsseldorf[22]
- 1996 Ausbeinhaus, Schwäbisch Gmünd[23]
- 1996 Objekte aus 15 Jahren, Schwäbisch Gmünd, Kunstverein[24][25]
- 1996 Ausstellungsbeteiligung Kunst in der Namensverwandtschaft in Gmünd/Kärnten[26]
- 1997 St. Katharina, Schwäbisch Gmünd – Beteiligung am Dialog von Kunst und Kirche
- 2000 Überall IST´s besser, Projektforum Dilemma, Waldstetten
- 2001 65 Objekte zum 65. Geburtstag. UNIKOM. Eröffnung am 10. Mai 2001.
- 2002 Quadratische Objekte, Schwäbisch Gmünd
- 2003 Kunstvilla Breidenstein, Schwäbisch Gmünd[27]
- 2006 ZeitZeichen, Schwäbisch Gmünd, Zeiselberg
- 2007 PISO – Pötzlich im sonnigen Oktober, Ausstellung auf dem Zeiselberg, Schwäbisch Gmünd[28][29]
- 2008 Aquarelle, Schwäbisch Gmünd
- 2008 Gmünd ART, Schwäbisch Gmünd, Kulturzentrum Prediger, Refektorium, 27./28. Juni 2008